# Зубков Сергій Дмитрович
Сергі́й Дми́трович Зубко́в (25 вересня 1919, с. Орчикова Чернещина, Зачепилівський район, Харківська область — 16 липня 2007, Київ) — український радянський літературознавець. Доктор філологічних наук (1978).

## Життєпис
Сергій Зубков народився 25 вересня 1919 у селі Орчикова Чернещина, нині Чернещина на Харківщині.
Воював у складі Червоної армії під час Німецько-радянської війни.
1948 закінчив Київський педагогічний інститут.
Працював науковим співробітником Інституту літератури АН УРСР (1951—1973). Був директором Інститут мистецтвознавства, фольклористики та етнології АН УРСР (1974—1987).
Головний редактор журналу «Народна творчість та етнографія» (1974—1987).

## Наукова діяльність
Сергій Зубков займався дослідженням української літератури ХІХ ст., українсько-російських літературних зв'язків й питаннями текстології. Був упорядником, автором вступної статті й приміток до видання «Твори» Євгена Гребінки (у 5-ти т., 1957); автором передмов до зібрання творів Григорія Квітки-Основ'яненка (у 2-х і 7-ми т., 1978), Євгена Гребінки (у 3-х т., 1980), Леоніда Глібова (1982; усі — Київ).

### Основні праці
- Драма Панаса Мирного «Лимерівна». К., 1957;
- Ранні драматичні спроби Панаса Мирного. К., 1958;
- Текстологічні принципи видання творів Г. Квітки-Основ'яненка // РЛ. 1959. № 1; Євген Павлович Гребінка. К., 1962;
- Деякі аспекти текстології української класичної поезії // Питання текстології. Поезія. К., 1977;
- Григорій Квітка-Основ'яненко: Життя і творчість. К., 1978;
- Русская проза Г. Ф. Квитки-Основьяненко и Е. П. Гребинки в контексте русско-украинских литературных связей. К., 1979;
- Посмертне видання як основне джерело тексту поезій М. Старицького // Питання текстології. К., 1980.

## Причетність до репресій
1965 р. Зубков, перебуваючи на посаді заступника директора Інституту літератури, застосував партійний та адміністративно-науковий вплив, задля звільнення Василя Стуса з аспірантури Інституту, після участі Стуса в імпровізованій акції протесту на прем'єрі фільму «Тіні забутих предків». Стуса викликали до кабінету Зубкова вже 7 вересня (акція відбулася 4 вересня). За свідченнями очевидців, розмова закінчувалася криком. Коли Василь Стус вийшов із кабінету, від нервової напруги в нього тремтіло все тіло, а обличчя Зубкова розчервонілося й перекосилося від ненависті.